# Oxyeleotris siamensis
Oxyeleotris siamensis är en fiskart som först beskrevs av Günther, 1861.  Oxyeleotris siamensis ingår i släktet Oxyeleotris och familjen Eleotridae. Inga underarter finns listade i Catalogue of Life.